# Arthur Seyss-Inquart

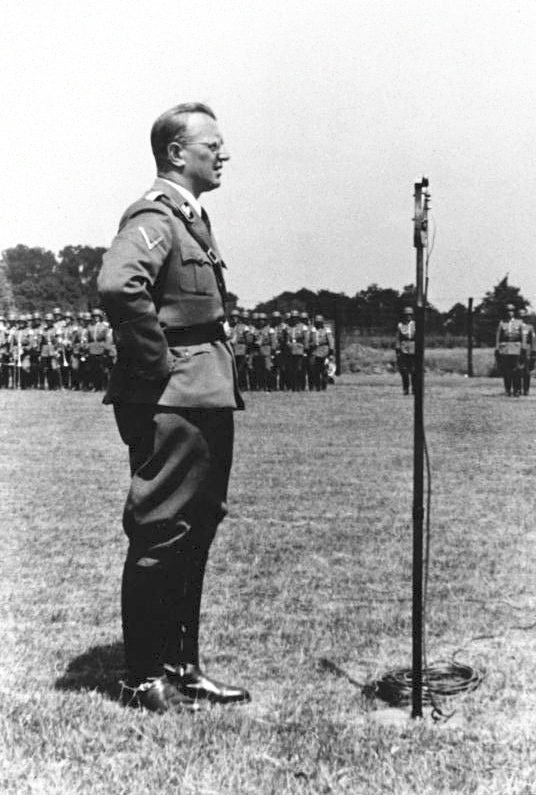
Arthur Seyss-Inquart talar inför Ordnungspolizei i Haag år 1940.

Arthur Seyss-Inquart, född 22 juli 1892 i Stannern, Mähren, död 16 oktober 1946 i Nürnberg, var en österrikisk-tysk nazistisk politiker och jurist. Han var under några dagar i mars 1938 Österrikes förbundskansler, innan Nazityskland annekterade Österrike genom Anschluss. Mellan 1940 och 1944 var Seyss-Inquart rikskommissarie i det av Nazityskland ockuperade Nederländerna.
Efter andra världskriget ställdes Seyss-Inquart inför rätta inför den internationella militärtribunalen i Nürnberg och dömdes till döden som huvudkrigsförbrytare.

## Biografi
Arthur Seyss-Inquart var son till gymnasieläraren Emil Seyss-Inquart (1841–1920) och dennes hustru Auguste, född Hyrenbach. Familjen flyttade från Mähren till Wien 1907. Seyss-Inquart lärde 1911 känna Gertrud Maschka och de gifte sig 1916. Paret fick tre barn.
Seyss-Inquart studerade juridik vid Wiens universitet. Under första världskriget var han soldat i österrikisk-ungerska armén. Under en permission 1917 avlade han juris doktorsexamen. Från 1921 verkade han som advokat i Wien.

### Anschluss
Vid första världskrigets slut upplöstes Österrike-Ungern och flera nya stater bildades, bland annat Österrike. Seyss-Inquart ansåg att Österrikes ekonomiska och politiska ställning var hopplös, om landet inte blev en del av Tyskland. Inom imperiet Österrike-Ungern hade det österrikiska området åtnjutit ett ekonomiskt välstånd, men efter första världskriget framstod Österrike för Seyss-Inquart alltmer som en rumpstat.
Från 1931 engagerade sig Seyss-Inquart i de österrikiska organisationerna Deutsch-Österreichischen Volksbund och Steirischen Heimatschutz, vilka stod tyska NSDAP nära. Han inträdde i NSDAP 1938. Vid ett politiskt möte i Berchtesgaden i februari 1938 krävde Adolf Hitler, som ämnade förbereda marken för Anschluss, Nazitysklands annektering av Österrike, att en nazist skulle tilldelas en ministerpost i förbundskansler Kurt von Schuschniggs ministär. Schuschnigg tillmötesgick kravet och utnämnde Seyss-Inquart till inrikes- och försvarsminister. Schuschnigg aviserade dock en folkomröstning om samgåendet med Nazityskland, men han tvingades avgå den 11 mars efter tyska påtryckningar och hot om militär invasion. Presidenten Wilhelm Miklas utsåg motvilligt Seyss-Inquart till förbundskansler och följande dag gick tyska trupper över den österrikiska gränsen. Seyss-Inquart beklädde kanslerämbetet formellt från den 11 till den 13 mars. Den 15 mars utsåg Hitler Seyss-Inquart till riksståthållare för Österrike, som från och med Anschluss benämndes "Ostmark". Han inträdde även i SS med hedersgraden Gruppenführer.

### Riksståthållare för Ostmark
I sin roll som riksståthållare initierade Seyss-Inquart ett program för konfiskation av judisk egendom. Under hans styre utsattes de österrikiska judarna för tvångsemigration och pogromer; tusentals judar deporterades till koncentrationsläger. Politiska motståndare förföljdes, fängslades och dödades. Seyss-Inquart hade ett nära samarbete med Ernst Kaltenbrunner, som var högre SS- och polischef med säte i Wien, och Josef Bürckel, särskild kommissarie för den judiska frågan.

### Generalguvernementet
Den 1 september 1939 invaderade Nazityskland Polen och andra världskriget utbröt. Seyss-Inquart utsågs till chef för den civila administrationen i södra Polen. I oktober bildades Generalguvernementet, det polska territorium som inte inkorporerades i Tredje riket och Seyss-Inquart blev då ställföreträdande generalguvernör under Hans Frank. Seyss-Inquart förordade hård exploatering av Polens ekonomiska resurser. Han förespråkade även förföljelser av den judiska befolkningen och gav sitt samtycke till Aktion AB, som innebar en eliminering av den polska överklassen och intelligentian samt de polacker som ansågs utgöra ett hot mot Nazitysklands säkerhet.

### Nederländerna
Den 10 maj 1940 angrep Wehrmacht Nederländerna och landet kapitulerade efter en vecka. Den 18 maj utnämndes Seyss-Inquart till rikskommissarie, det vill säga chef för civilförvaltningen, för Nederländerna, som under tysk ockupation benämndes Reichskommissariat Niederlande. Han bedrev hänsynslös terror för att kväsa all opposition gentemot den tyska ockupationsmakten. Under sig hade Seyss-Inquart fyra generalkommissarier: Hans Fischböck (generalkommissarie för finans och ekonomi), Hanns Albin Rauter (generalkommissarie för säkerhet), Fritz Schmidt (generalkommissarie för särskilda ändamål) och Friedrich Wimmer (generalkommissarie för förvaltning och rättsväsen). I samarbete med Rauter, som även var högre SS- och polischef i Nederländerna (Höhere SS- und Polizeiführer Nordwest), lät Seyss-Inquart skjuta gisslan som vedergällning för sabotage och mord förövade av den nederländska motståndsrörelsen. Misstänkta motståndare och partisaner deporterades till koncentrationsläger. Seyss-Inquarts administration exploaterade Nederländerna utan hänsyn till Haagkonventionen; Seyss-Inquart ansåg att den var föråldrad och ogiltig. Under sin tid som rikskommissarie sände han över 500 000 tvångsarbetare till Tyskland för arbete i den tyska rustningsindustrin. I början av år 1941 genomfördes razzior i Amsterdams judiska kvarter i syfte att tvångsrekrytera arbetskraft; i februari utlystes generalstrejk som protest mot detta. Seyss-Inquart avkrävde då tre nederländska städer straffavgifter: 15 000 000 gulden för Amsterdam, 2 500 000 gulden för Hilversum och 500 000 gulden för Zaandam.
De nederländska judarna tvingades att bära davidsstjärnan, föstes ihop i getton och deras medborgerliga rättigheter inskränktes. När Nazityskland invaderade Nederländerna, fanns det omkring 140 000 judar i landet. 1942 utfärdade chefen för Reichssicherheitshauptamt, Reinhard Heydrich, en förordning att de nederländska judarna skulle deporteras till Auschwitz och Sobibór som en del av "den slutgiltiga lösningen". Mellan 1942 och 1944 deporterades 107 000 judiska män, kvinnor och barn; omkring 5 000 av dessa överlevde Förintelsen.
Seyss-Inquart och hans medarbetare försökte omdana det nederländska samhället i enlighet med Nazitysklands ideologiska principer, men detta lyckades inte i någon större utsträckning. De nederländska tjänstemännens samarbete med den tyska ockupationsmakten blev alltmer motvilligt ju längre kriget led. De underlät bland annat att rapportera spionage och sabotageverksamhet. De nederländska läkarna vägrade att bli politiserade som yrkeskår.
En av de mest omfattande vedergällningsaktionerna ägde rum i oktober 1944. Natten till den 1 oktober dödade nederländska partisaner en Wehrmacht-officer och sårade tre andra i närheten av Nijkerk. Med Seyss-Inquarts goda minne beordrade den tyske militärbefälhavaren, Friedrich Christiansen, att sju personer från den närbelägna byn Putten skulle skjutas. 601 män över 16 års ålder deporterades till koncentrationslägret Neuengamme; endast 48 överlevde. Byggnader och bostäder i Putten demolerades och brändes.

### Andra världskrigets slutskede
Adolf Hitler och hans nyblivna hustru Eva Braun begick självmord i Berlin den 30 april 1945. I sitt politiska testamente, daterat föregående dag, utnämnde Hitler Karl Dönitz till ny rikspresident, Josef Goebbels till rikskansler och Seyss-Inquart till utrikesminister. När Dönitz utsåg sin ministär i Flensburg den 2 maj, desaouverade han Seyss-Inquart och gav istället uppdraget som utrikesminister till Lutz Schwerin von Krosigk.

### Nürnbergprocessen

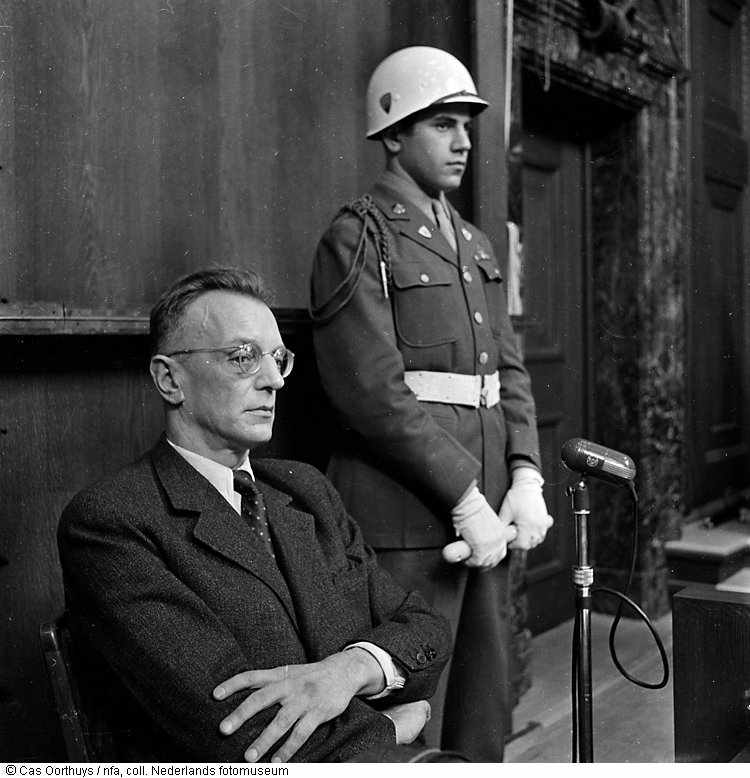
Arthur Seyss-Inquart vittnar inför domstolen i Nürnberg 1946.

Seyss-Inquart greps den 7 maj 1945 och internerades i Mondorf-les-Bains i Luxemburg tillsammans med en rad andra misstänkta krigsförbrytare. I augusti fördes han till Nürnberg, där han tre månader senare ställdes inför den internationella militärdomstolen. Seyss-Inquart åtalades enligt samtliga fyra punkter: 1) planerande av anfallskrig, 2) brott mot freden, 3) krigsförbrytelser och 4) brott mot mänskligheten. Inför rätten hävdade Seyss-Inquart, att han inte var ansvarig för många av de brott som begicks i Nederländerna. Han menade, att de flesta av ockupationsmaktens åtgärder beordrades från makthavarna i Berlin, över hans huvud. Dessa verkställdes av Wehrmacht, över vilken han inte hade någon som helst makt, eller av Hanns Albin Rauter och SS, som var direkt underställda Reichsführer-SS Heinrich Himmler.
Rätten ansåg det vara klarlagt att Seyss-Inquart i sin roll som rikskommissarie hade varit en villig deltagare i de krigsbrott och människorättsbrott som begåtts i Nederländerna. Han hade visserligen motsatt sig arméns "brända jorden"-taktik under andra världskrigets senare del och försökt mildra vissa av SS:s repressalieåtgärder, men detta fråntog honom på intet sätt det övergripande ansvaret. Seyss-Inquart befanns vara skyldig enligt punkterna 2, 3 och 4, dömdes till döden och avrättades genom hängning natten till den 16 oktober 1946. Den franske huvuddomaren, Henri Donnedieu de Vabres, hade initialt förordat livstids fängelse för Seyss-Inquart.
Seyss-Inquart skrev den 13 oktober 1946 ett brev till den meddömde Fritz Sauckel som ansåg att han själv endast hade lytt order. I brevet står det bland annat: "Det faktum att orderna kom från Führern fråntar på intet sätt oss vårt eget ansvar". Seyss-Inquart var sist i raden av dem som hängdes natten till den 16 oktober 1946. Hans sista ord var: "Jag hoppas att denna avrättning blir den sista akten i andra världskrigets tragedi och att lärdomarna av detta krig skall skapa fred och förståelse mellan folken. Jag tror på Tyskland."
Efter avrättningen fotograferades Seyss-Inquarts döda kropp. Senare samma dag transporterades hans kropp jämte de andra avrättades samt Görings till ett hus vid Heilmanstrasse i München-Solln, som amerikanska armén hade använt som bårhus. Allierade myndigheter inspekterade kropparna, varefter dessa kremerades. Askan ströddes i den närbelägna bäcken Conwentzbach, ett biflöde till Isar.

## Befordringshistorik inom SS
- Gruppenführer: 12 mars 1938
- Obergruppenführer: 20 april 1941

## Utmärkelser
- Såradmärket i svart (första världskriget)
- Landesorden
- Ärekorset
- Anschlussmedaljen (Die Medaille zur Erinnerung an den 13. März 1938)
- NSDAP:s partitecken i guld
- Krigsförtjänstkorset av andra klassen utan svärd
- Krigsförtjänstkorset av första klassen utan svärd
- SS Hederssvärd
- SS-Ehrenring (Totenkopfring)